# Stara Cegielnia
Stara Cegielnia – część miasta Nisko w województwie podkarpackim, w powiecie niżańskim, w gminie miejsko-wiejskiej Nisko. Leży w południowej części miasta, w rejonie ulicy Jana, w pobliżu lasu.